# Tulikivi
Tulikivi — финская семейная компания. Штаб-квартира компании расположена в городе Юука (англ. Juuka), в восточной части Финляндии.
Компания Tulikivi и её дочерние предприятия входят в концерн Tulikivi. Концерн является одним из мировых лидеров в производстве каминов, печей и другой продукции из натурального камня «tulikivi» (англ. Soapstone, талькохлорит, талькомагнезит). В концерне Tulikivi имеется шесть производственных предприятий, а персонал концерна составляет 389 чел.

## Краткая история компании
1979
- Рэйо Вайхконен приобретает компанию «Suomen Vuolukivi Oy» специализировавшуюся на добыче горшечного камня (камня «tulikivi»).

1980
- Запускается первая производственная линия. Проводится ре-брендинг, название «Suomen Vuolukivi Oy» меняется на более звучное — Tulikivi.

1988
- Компания Tulikivi зачисляется во внебиржевые списки Хельсинкской биржи ценных бумаг.
- Компания начинает ориентироваться на мировой рынок.

1994
- Tulikivi становится котируемой на бирже компанией.
- Tulikivi первой из компаний по обработке камня получает сертификат соответствия стандарту качества ISO 9001 на своё производство.

1999
- Заложен первый камень дочернего предприятия компании Tulikivi — Kiantastone Oy в Суомусалми.
- Компании Tulikivi исполняется 20 лет.

2000
- Открывается первое производство дочернего предприятия компании Tulikivi — Kiantastone Oy в Суомусалми.
- Покупка хозяйственной деятельности SKT-Granit Oy.
- Покупка компании Мarmorimestarit Oy.

2001
- Покупка компании А.W Liljeberg Oy.
- Основание компании Tulikivi Rakennuskivet Oy, специализирующейся на строительном камне.

2002
- Слияние компаний Мittakivi Oy, Kiantastone Oy и компании Tulipuu Oy, занимающейся поставками дров, с Tulikivi.

2003
- Торжественное открытие Центра минералов и камня Финляндии в Юука.
- Слияние Tulikivi Rakennuskivet Oy с компанией Tulikivi.
- Приобретение компании Kivia Oy, производящей каминные печи в Кухмо.

2004
- Разведка Tulikivi нового крупного месторождения горшечного камня (камня «tulikivi») в Юука.

2005
- Основание дочернего предприятия OOO Tulikivi.
- Распространение сертификата ISO 9001 на все заводы концерна, производящие каминные печи.

2006
- Отказ Tulikivi от торговой марки Kivia и концентрация исключительно на брэнде Tulikivi.
- Обновление модельного ряда Tulikivi.
- Приобретение компанией Tulikivi полного пакета акций компании Kermansavi Oy.
- Введение нового производства в городе Юука.

2007
- Слияние Kermansavi Oy с компанией Tulikivi Oyj.
- Открытие Интернет-магазина Tulikivi Shop.

2008
- Открытие в Бельгии одной из самых больших в мире студий Tulikivi.
- Большие вложения в обеспечение безопасности труда.
- Разрешение на использование логотипа Финской Федерации по Лечению аллергий и астмы и маркировка знаком соответствия (CE) для моделей с вихревой топкой.

2009
- Было уменьшено выделение углерода из топок печей Tulikivi.
- При исследованиях каменоломни Vaaralammi был получен камень хорошего качества.
- Внедрение новой техники горения для всех моделей Tulikivi.

## Собственники и руководство

### Совет директоров компании
- Matti Virtaala.Председатель совета директоров компании с 2003 года. Член совета директоров с 1994 года.
- Амвросий (Яаскеляйнен). Член совета директоров с 1992 года.
- Juhani Erma. Член совета директоров с 2000 года.
- Olli Pohjanvirta. Член совета директоров с 2010 года.
- Markku Rönkkö. Член совета директоров с 2009 года.
- Maarit Toivanen-Koivisto. Член совета директоров с 2007 года.
- Heikki Vauhkonen. Управляющий директор компании с 2007 года. Член совета директоров с 2001 года.

### Топ-менеджмент компании
- Управляющий директор /Managing Director/ — Heikki Vauhkonen.
- Генеральный Директор ООО "Туликиви" (дочерней компании в РФ) — Denis Ionov.
- Financing Director — Jouko Toivanen
- Human Resources Director — Paavo Tuononen
- Head of Production — Simo Kortelainen
- Director of the Lining Stone Business/Export sales — Martti Purtola
- Директор отдела управления информацией /Information Management Director/ — Paavo Tuononen

## Деятельность
Основная деятельность компании направлена на производство высококачественных каминов и печей из горшечного камня (талькомагнезита). Второе направление компании это продукция из натурального камня. Всего 15 % добытого камня соответствуют высоким нормам качества и отбираются для дальнейшей обработки. И всего 5 % идут на производство каминов и печей.

### Продукция компании
Каминные печи:
- Каминные печи с духовым шкафом
- Печи с духовым шкафом и плиты
- Легкие модели каминных печей
- Банные печи-каменки

Продукция из натурального камня:
- Каменные столешницы
- Напольное покрытие
- Ландшафт
- Плитка и мозаика

Так же компания производит каминные печи Tulikivi с керамической облицовкой.

В настоящее время данная продукция представлена только на российском рынке и в некоторых странах Балтии.
- Камин Tulikivi
- Применение камня Tulikivi в помещениях
- Камень Tulikivi в ландшафтном дизайне

### Показатели деятельности
Промежуточный отчет компании 01-09/2010:
- Объем продаж составил 39.3 млн.€.
- Результат до уплаты налогов −1.6 млн.€.
- Прибыль на акцию −0.03 €.
- Чистый денежный поток от операционной деятельности  −1.0 млн.€.
- Валовые капиталовложения 2.0 млн.€
- Доля собственного капитала, приходящаяся на акцию 0.59 €.
- Соотношение между собственным и заемным капиталом 36.9 %.

В 2010 ожидается улучшение показателей и повышение объема продаж за счет повышение эффективности расходов и восстановление продаж компании.

## Камень Tulikivi

### Зарождение горшечного камня
На территории современной Восточной Финляндии, 2,8 миллиарда лет назад  произошел выброс коматиитной магнийсодержащей лавы. Подводное морское течение отнесло жидкую лаву температурой в 1600 градусов на большие расстояния от места извержения.
Около 1,9- 1,8 миллиарда лет назад было сформировано Северокарельское горное образование подобное Альпам. Параллельно с этим, содержащие оливин потоки лав наслоились на горное подножье.
На глубине около 10 километров давление достигало 2000-4000 атмосфер, а температура доходила до 400—500 'C. На протяжении десятков миллионов лет, под воздействием водных растворов с содержанием диоксида серы оливин сначала преобразовывался в серпентин, а в завершении процесса рождался на свет — горшечный камень.

### Добыча горшечного камня компанией Tulikivi.
Достаточные каменные ресурсы — это основа коммерческой деятельности компании Tulikivi. Компания постоянно занимается исследованием и разведкой новых месторождений. Сейчас компания располагает залежами горшечного камня, запасов которого хватит приблизительно на 65 лет.
Места добычи горшечного камня компании Tulikivi располагаются в Нунналахти, Суомуссалми, а также в Кухмо.

### Месторождения горшечного камня в мире.
В Финляндии, на данный момент открыто более 100 разведанных месторождений горшечного камня. Самые крупные находятся на территории Восточной Финляндии. Месторождение в Нунналахти было открыто финским геологом Бенжамином Фростерусом, одним из учредителей компании Finska Täljsten Ab (Suomen Vuolukivi Oy). Это месторождение  является одним из лучших в мире по качеству и величине запасов. На этой территории добывается основное количество горшечного камня для производственной деятельности компании Tulikivi.
Месторождения горшечного камня существуют в Америке, Азии, в том числе и в России на территории Карелии. При приведении сравнительного анализа минерального и химического состава из российских и финских месторождений были определены существенные различия. Tulikivi использует для изготовления печей тальк-магнезит, а в России в основном добывают тальк-хлорит. Именно существенное содержание магнезита придает камню Tulikivi тепловые свойства и повышает прочность.
Камень Туликиви добывается методом выпиливания. Только самые лучшие сорта горшечного камня, прошедшие тщательное тестирование в собственной лаборатории компании и способные выдерживать постоянные перепады температур используются при производстве продукции.